# Història d'Extremadura

Ubicació d'Extremadura

La història d'Extremadura és la història d'una comunitat autònoma espanyola situada a la zona sud-oest de la península Ibèrica. Està composta per les dues províncies més extenses d'Espanya: Càceres i Badajoz.
Extremadura és bressol dels més famosos conqueridors del Nou Món, Francisco Pizarro i Hernán Cortés, conqueridors dels imperis incaic i asteca, respectivament. Molts altres i importants conqueridors també van néixer a Extremadura. El Dia d'Extremadura se celebra el 8 de setembre.
Sobre els orígens del nom d'Extremadura hi ha diverses hipòtesis:
- El nom d'Extremadura deriva del llatí Extrema Dorii[1] ('Extrems del Duero', o més aviat 'en l'altre extrem' del Duero, fent referència a la seva posició al sud d'aquest riu), amb el qual es designaven els territoris situats al sud de la conca del riu Duero (i els seus afluents).
- No obstant això, avui gaudeix de molta major acceptació la tesi que el vocable Extremadura s'usava, en general, durant la Reconquesta per denominar a les terres situades en els «extrems»,[2] la frontera dels regnes cristians del nord (en particular, dels regnes de Lleó i Castella) amb Al-Àndalus. Així, Extremadura és el nom que reben les terres de frontera de Castella, entorn de l'actual província de Sòria (l'escut de la seva capital diu Soria pur cap de Estremadura): es tractaria de l'anomenada Extremadura castellana; i Extremadura és el nom que reben també els territoris «extrems», més allunyats i en primera línia de defensa enfront de l'enemic islàmic durant la Reconquesta, del Regne de Lleó, que ocuparia inicialment bona part de l'actual província de Càceres, per estendre's cap al sud després de la conquesta del regne taifa de Badajoz: es tractaria aquesta, doncs, sensu stricto, de l'anomenada Extremadura lleonesa. No s'ha de confondre amb l'antiga província portuguesa d'Estremadura, encara que l'origen etimològic sigui el mateix.

## Prehistòria

### Paleolític inferior

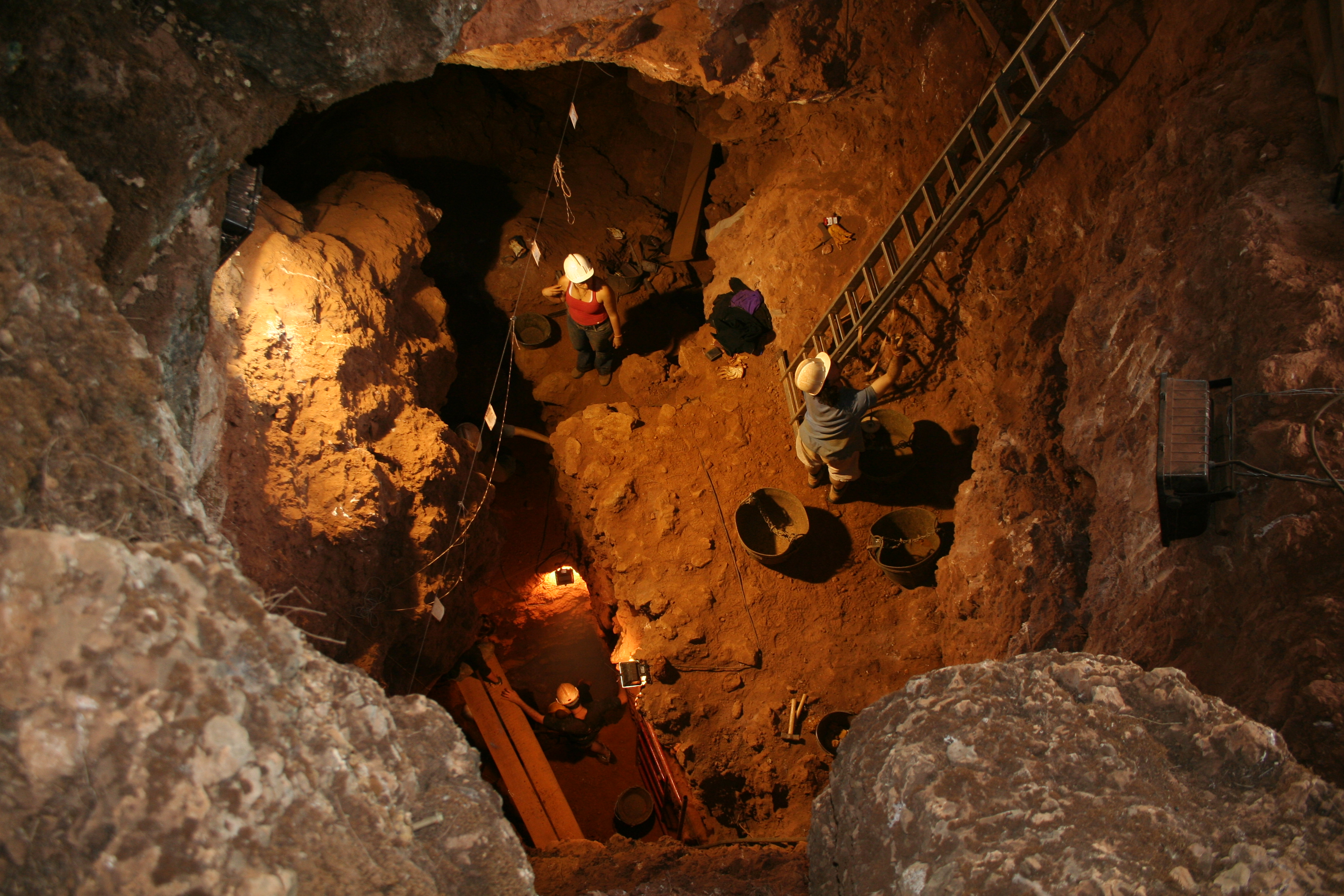
Excavació de la Cova de Santa Ana, a Càceres.

Les proves de presència humana més antigues de l'actual territori d'Extremadura daten del període Paleolític Inferior. En els jaciments, en la seva majoria superficials, s'han trobat eines tosques de quarsita i, en menor mesura, de granit, però no s'hi han trobat restes de cadàvers humans. La tècnica usada per construir les eines consistia a copejar la pedra amb un percussor de pedra fins a aconseguir talls, puntes, osques, destrals, becs, etc. Les restes més antigues es corresponen amb la fase mitjana del període Acheulià (fa uns 700.000 anys). Els jaciments més antics estan a prop d'on hi ha pedra adequada per tallar i construir, doncs, les eines i útils. A més, es troben a prop dels rius i dels grans afluents. Les àrees de més concentració de jaciments del període Acheulià són: voltants de Mèrida (riu Guadiana), riu Zújar, pantà de Valdecañas, riu Alagón, Jerte i El Sartalejo. Els instruments més destacats d'aquesta època són el bifaç, el fenedor i el bec trièdric.

### Paleolític mitjà
S'han recollit molt poques restes en aquesta regió. Totes elles són del període Mosterià. Es van construir amb la tècnica mitjançant la qual calculaven la grandària de l'instrument abans d'extreure de la pedra matriu un fragment adequat a l'instrument que pretenien fabricar. Els útils més característics eren les rascadores, denticulades i puntes. Tots ells són menys pesats, menys toscs, construïts amb una tecnologia més avançada que els del Paleolític Inferior. Els llocs on es troben jaciments del període Mosterià es corresponen amb els del període Acheulià, és a dir, a prop dels rius. No obstant això, també s'han trobat restes en zones baixes i mitjanes de serres a Badajoz, la qual cosa evidencia un major control territorial, una major capacitat d'habitar certs llocs i aconseguir-hi caça, aliment i treball.

### Paleolític superior

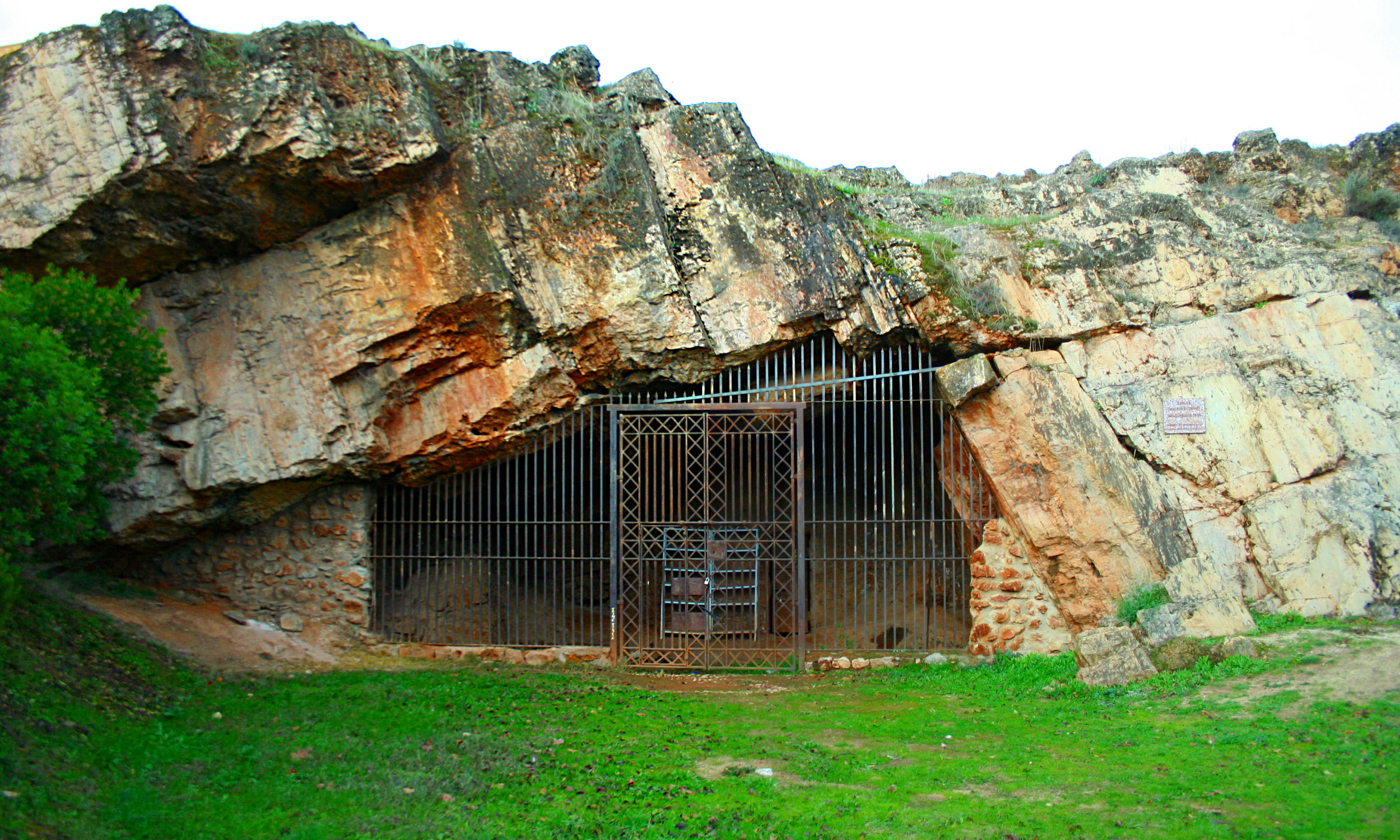
Entrada actual de la cova de Maltravieso, a Càceres.

Durant aquesta era apareix l'anomenat Homo sapiens sapiens, l'home actual, sobre la faç de la Terra. En aquesta època van ser fets els gravats i pintures de la cova de Maltravieso, santuari de l'art quaternari, i de les Mines de Castañar de Ibor. Totes són d'estil magdalenià. A la cova de Maltravieso es troben gravats de la silueta d'un cérvol, diversos triangles i altres figures geomètriques. Sobretot s'hi han trobat més de trenta mans pintades en negatiu i sense dit menovell la majoria d'elles. No s'han trobat restes que suggereixin que fos habitada durant aquesta època, encara que sí d'èpoques posteriors, per la qual cosa es pot concloure que era un lloc sagrat, no d'habitació.

### Neolític

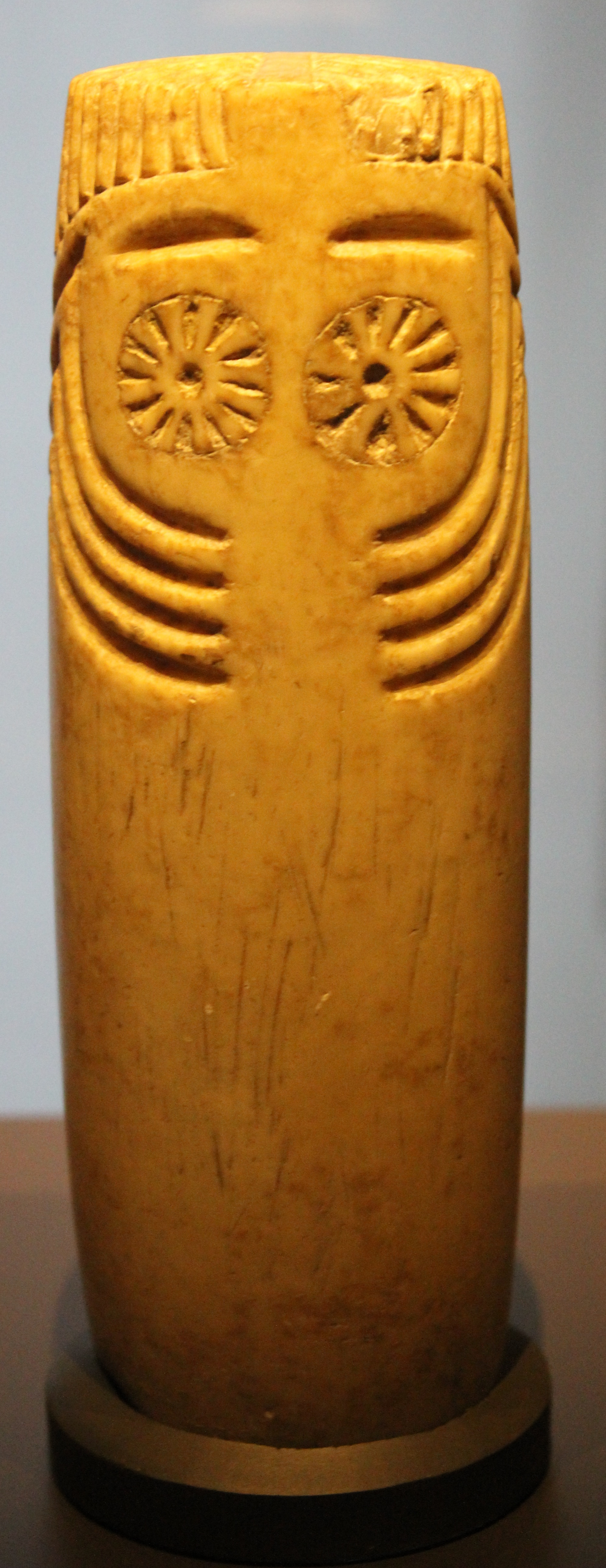
Ídol oculat trobat a Extremadura i conservat en el Museu Arqueològic Nacional.

Encara que són molt pocs les dades que es coneixen sobre l'Epipaleolític a l'actual regió d'Extremadura, el Neolític va portar algunes modificacions en la subsistència de les comunitats humanes que habiten la regió. Les més importants són la introducció de la ramaderia i l'agricultura, que s'incorporen a les activitats de caça i recol·lecció ja existents. Quant a la tecnologia, la incorporació més important és la de la ceràmica que permetrà l'emmagatzematge dels excedents agrícoles.
En l'actualitat els estudis més recents  consideren que el Neolític a Extremadura va començar en la transició del VI al V mil·lenni a.C. Se supera així el concepte de Neolític tardà que alguns autors havien emprat, creient que l'aparició de l'agricultura hauria estat molt més tardana en aquesta zona d'Espanya. Del Neolític antic, els jaciments més representatius són la cova de la Charneca (Oliva de Mèrida), el turó de la Horca (Plasenzuela), la cova de Boquique (Plasencia), la cova d'El Conejar (Càceres) i Los Barruecos (Malpartida de Càceres). D'aquest últim jaciment procedeixen les proves de l'existència d'agricultura més antigues de la regió, que van ser datades a la fi del VI mil·lenni a.C. Els indicis de domesticació animal són febles, però pot suposar-se que la domesticació animal va ser contemporània a la introducció de l'agricultura. En aquests jaciments s'han trobat ceràmiques decorades, sobretot la varietat coneguda com a «boquique», per haver-se documentat per primera vegada a la cova de Boquique, a Plasencia.
A partir del Neolític Mitjà, començaments del V mil·lenni a.C., es produeix la proliferació del megalitisme a la regió. Es coneixen pocs poblats d'aquesta època, tan sols algunes dades del jaciment dels Barruecos. El fenomen megalític és en canvi ben conegut, perquè existeixen grans concentracions de dòlmens a diverses comarques de la regió. Conjunts d'aquest tipus de sepulcres megalítics poden trobar-se a Valencia de Alcántara, Cedillo, Santiago de Alcántara o Barcarrota, per no citar exemplars aïllats de gran interès com el gran dolmen de Lácara. Així i tot, aquest fenomen té una gran perduració en el temps, i es va estendre fins als inicis de l'Edat del Bronze. Els enterraments d'aquesta fase solen caracteritzar-se per micròlits de sílex, ceràmiques llises i alguns ídols placa.
El Neolític final és més conegut en els marges del Guadiana, amb jaciments com els d'Araya, El Lobo, entre altres als quals afegiríem el de les Canelles de Zafra recentment. Es desenvolupa a partir del 3500 a.C. i va establir les bases per a l'aparició del Calcolític, a partir del III mil·lenni a.C. Aquests poblats tenen una veritable vocació agrícola i ramadera. La seva situació, propera a terres fèrtils, sol ser en suaus ondulacions properes a lleres de rius. Les ceràmiques es caracteritzen per ser pràcticament llises, amb escasses decoracions i formes simples. La ceràmica més indicativa és la «cassola carenada», que apareix correntment en els jaciments de tot el sud-oest peninsular, fet que demostra la integració d'Extremadura dins d'una dinàmica cultural comuna caracteritzada per l'increment demogràfic i el fiançament, cada vegada més clar, de l'agricultura i la ramaderia.

### Calcolític
Durant el Calcolític o Edat del Coure, les comunitats humanes prehistòriques realitzen avanços en l'explotació agropecuària del medi, es desenvolupa la metal·lúrgia amb l'inici de la transformació del coure cap al III mil·lenni a.C a Castillejo. Es produeix un desenvolupament de la complexitat social tant estructuralment com ideològicament: hi ha desigualtat de rols i de béns.

## Edat antiga

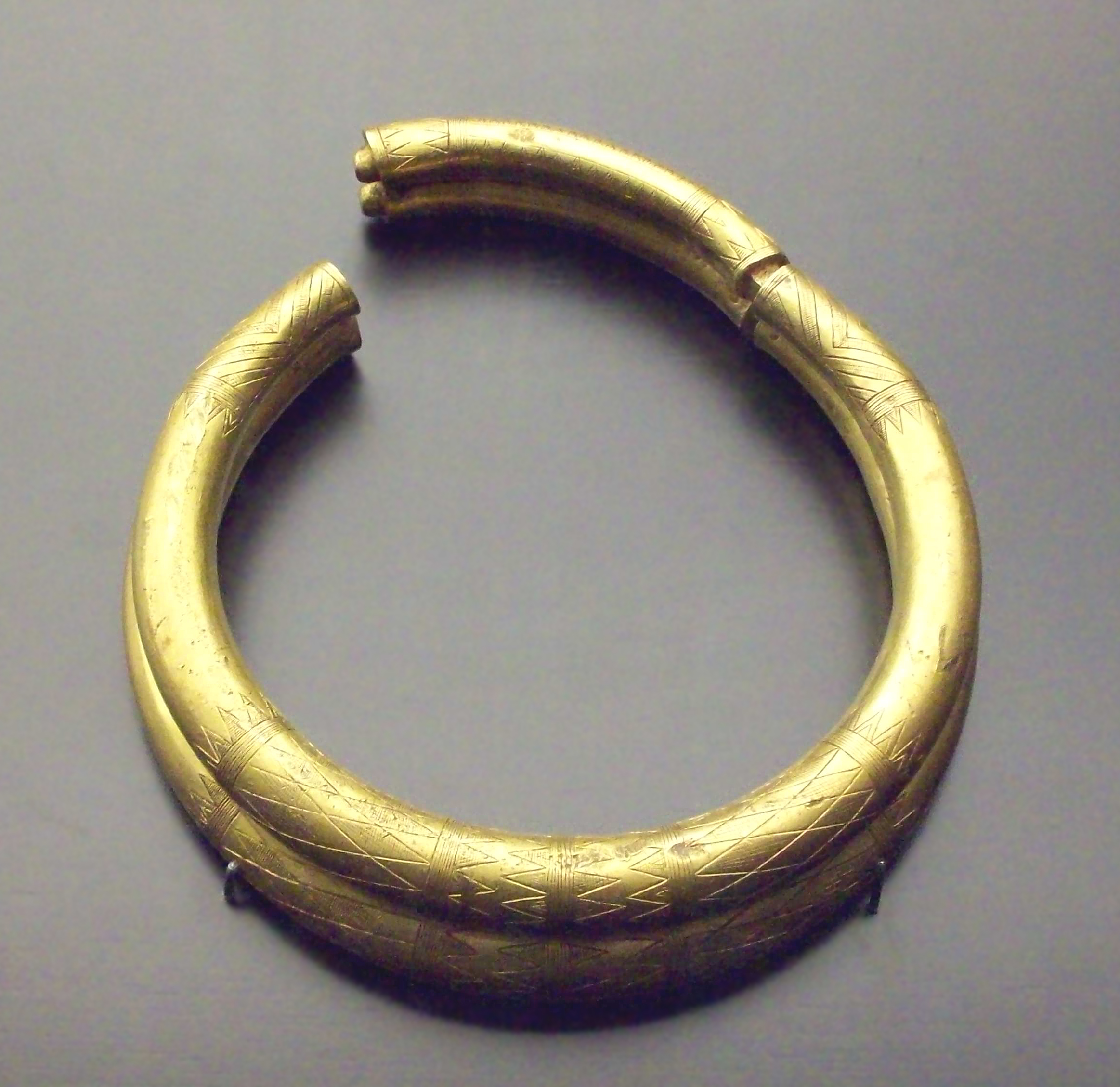
Collaret d'or del Tresor de Sagrajas, Museu Arqueològic Nacional, Madrid.

Entre els pobles preromans més importants que van habitar Extremadura hi ha els vetons (Vettoni), que van habitar les actuals províncies de Càceres (nord) i Salamanca, la província d'Àvila i part de la de Toledo. Els lusitans (Lusitani) (els més arquetípics d'Extremadura), que s'estenien per gairebé la totalitat de l'actual Extremadura i del centre de Portugal, pobles pastors dedicats al pillatge i la guerra; cal destacar la imatge del líder lusità Viriat i la seva resistència fèrria enfront dels romans. Situats al sud, propers al Guadalquivir, es trobaven els celtes (Celtici), que eren principalment urbans i van oferir poca resistència a les tropes romanes, que van seguir avançant.

### Extremadura romana
La terra d'aquesta confederació lusitana va sofrir una romanització completa i profunda. El grau de romanització aconseguit i l'extensió de la província Ulterior aconsellaven un govern a part, formant-se la Lusitània en província a part en temps d'August (s. II aC). La província de Lusitània acollia gran part d'Extremadura i Portugal central.
Es van construir nombroses vies de comunicació (calçades romanes), grans urbs, destacant Emerita Augusta, fundada el 25 aC, ciutat molt significativa a l'Imperi Romà i capital de Lusitània, una de les províncies en què es va dividir definitivament la península Ibèrica i un aspecte importantíssim va ser l'adopció de la llengua de l'Imperi, base de totes les futures llengües romàniques peninsulars.

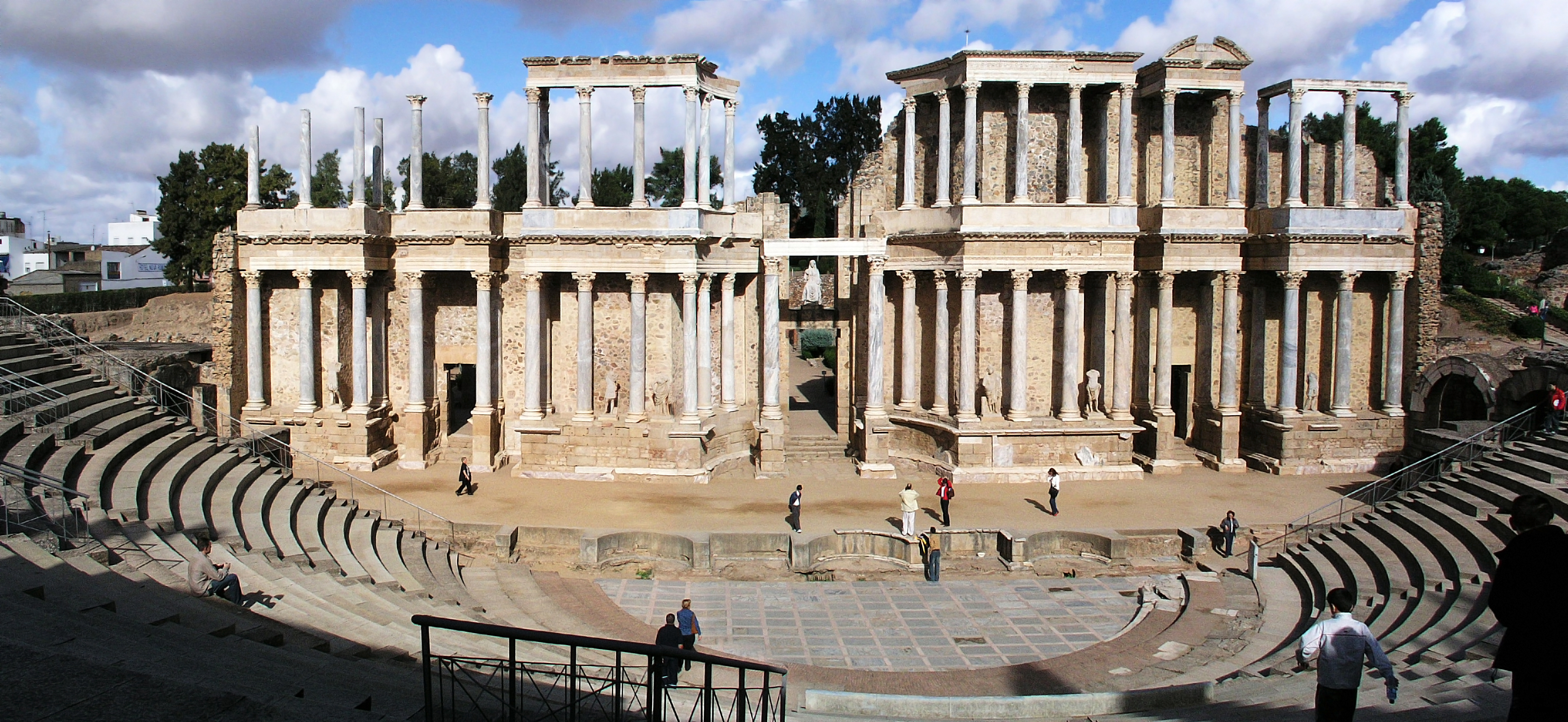
Teatre Romà, Mèrida.

La capital de la província de Lusitània, Emerita Augusta, es va convertir aviat en una ciutat rica i brillant, que en res havia d'envejar a les altres dues capitals de província hispanes, Tarraco i Corduba. Tenia una àmplia i cuidada xarxa de comunicacions que la creuaven per enllaçar-la amb les restants capitals de província i amb altres ciutats; així, la Via de la Plata unia Astúries amb Emerita i amb Itàlica; altres rutes conduïen a Corduba; unes altres a Olisipo, a Conimbriga, passant pel famós pont d'Alcàntara. Mèrida va canalitzar el comerç i la vida de la província cap a Roma, nord d'Àfrica i Grècia. No hi ha dubte que es va aconseguir un alt grau de benestar. Això ho demostra el circ de Mèrida, capaç d'acollir a 30.000 espectadors. S'estima que la seva població va arribar a superar els 50.000 habitants en època romana. Va ser la novena ciutat més important de la seva època a tot l'Imperi Romà, fins i tot més que Atenes.
Vespasià va donar un altre pas en la romanització en concedir el dret de ciutadania llatina a tots els habitants de la península Ibèrica, facilitant d'aquesta manera que els hispans poguessin accedir a un càrrec públic. Al segle iii van començar els problemes. Bandes germàniques, constituïdes per bàrbars, van saquejar la província al seu pas. Això va aconsellar fortificar les ciutats; d'aquest temps daten les muralles de Mèrida, Còria i Càceres. El temut perill arribaria en el segle v, deixant a la província abandonada i en ruïnes. La ciutat de Norba Caesarina es va extingir. Unes altres, com Augustobriga, Caparra i Iulipa van caure en l'oblit, malgrat quedar en peus formidables monuments. La Lusitània va ser envaïda primer pels alans i després pels sueus. Amb ells entrem en època visigoda.

## Edat mitjana

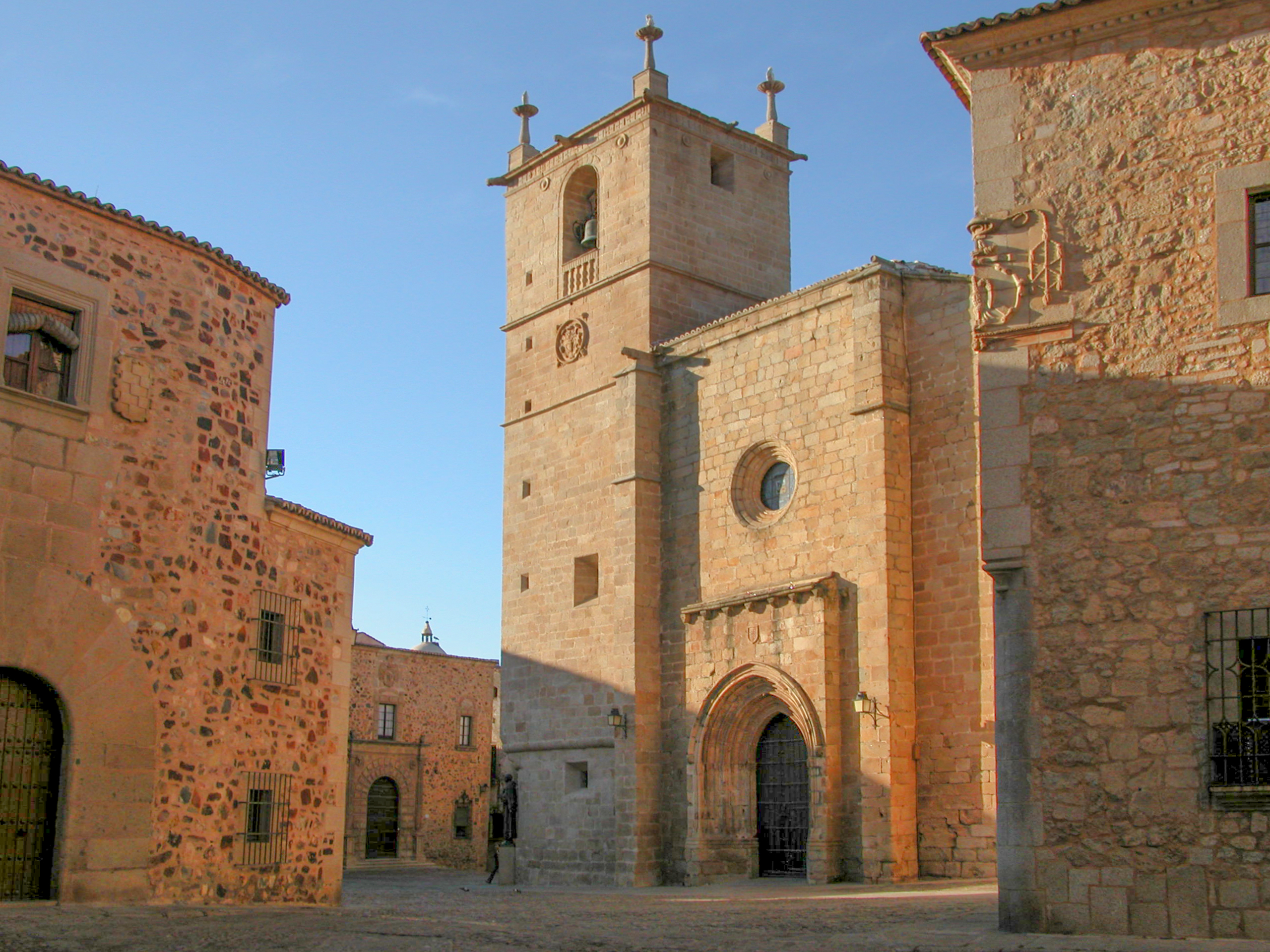
Barri vell de Càceres, el tercer conjunt medieval millor conservat d'Europa.

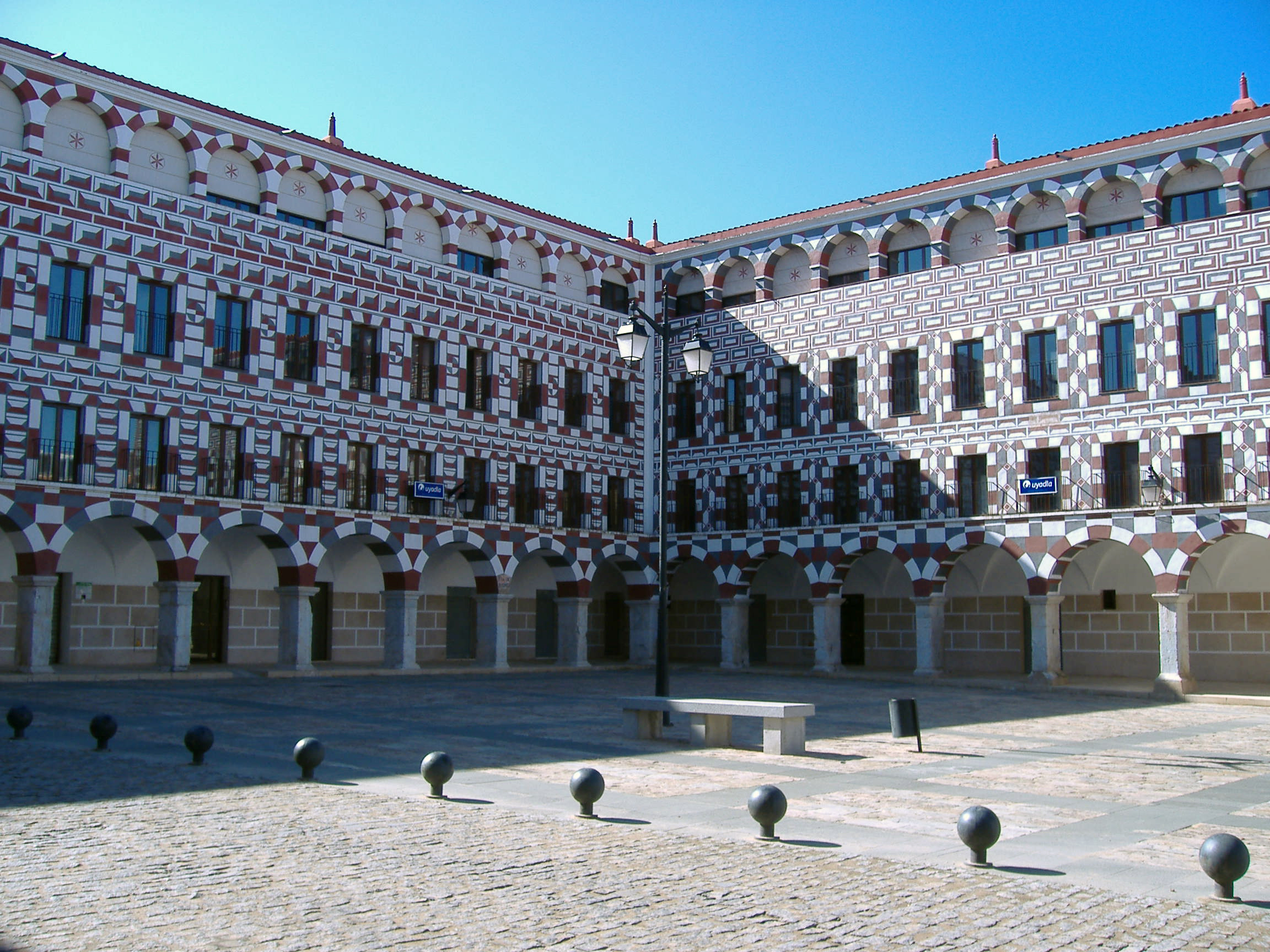
Vista de la Plaça Alta de Badajoz.

Amb l'arribada dels sarraïns la Lusitània visigòtica passa a ser Cora (divisió territorial) sent Mèrida la seva capital fins a la caiguda del Califat de Còrdova, on es constitueix la Taifa de Badajoz. A Extremadura es conserven nombroses petjades del període musulmà de més de 500 anys, fins al 1248. Per destacar alguns dels existents es pot citar l'Alcazaba de Mèrida, sent la primera alcazaba de la península Ibèrica, les restes de la fortalesa d'Alange, l'Alcazaba de Badajoz, l'Aljub de Càceres, el castell de Trujillo, i a Galisteo les muralles de l'època almohade a força de pedres de riu. El 1031 es crea el Regne de taifes de Badajoz, que recorda geogràficament i és el mateix territori en extensió que la Cora (divisió territorial) de Mèrida. La Cora (divisió territorial) de Mèrida va ser una de les més extenses i poderoses de la península, arribant a tenir una extensió major a l'àrea actual de la regió extremenya.
La Reconquesta del que actualment és Extremadura (part oriental del Regne de taifes de Badajoz) se la disputaven el Regne de Portugal, amb el rei Alfons Enric amb l'ajuda del guerrer Geraldo Geraldes conegut com a Geraldo «sem Paüra», i el Regne de Lleó, amb el rei Ferran II, definitivament la conquesta la duu a terme principalment el Regne de Lleó, en la seva segona etapa com a regne independent (1072–1230). Primer va ser Ferran II de Lleó el 1169 i després Alfons VIII de Lleó (inclòs en l'ordre dinàstic espanyol com Alfons IX) el 1229 els qui van prendre Càceres. Ja el 1213 el mateix Alfons VIII de Lleó havia pres Alcàntara. A aquesta ciutat la va convertir en la seu de l'Orde Militar de San Julián de Pereiro, posteriorment anomenada Ordre d'Alcàntara. Alfons VIII de Lleó va dur a terme també la conquesta de Mèrida —molt important per als monarques lleonesos per ser seu episcopal d'un bisbat visigot, la qual cosa l'encadenava a l'antiga tradició eclesiàstica mossàrab— i Badajoz seria reconquerida per Alfons IX de Lleó el 19 de març de 1230.
Per la seva banda la corona de Castella també va avançar en la reconquesta i l'any 1186 el rei Alfons VIII de Castella funda la ciutat de Plasència sobre un assentament anterior, per així garantir i assegurar la possessió de Gredos i de la Vall del Jerte. S'estableix la Via de la Plata com a frontera entre els regnes de Lleó i Castella.
Cal destacar que durant aquesta època van conviure pacíficament l'islam, el judaisme i el cristianisme, anomenades les tres cultures, fins que els Reis Catòlics, després de finalitzar l'anomenada Reconquesta, van decretar la conversió al cristianisme o l'expulsió de tot individu jueu o musulmà que no acceptés la nova doctrina oficial. La part occidental del Regne de taifes de Badajoz va ser reconquerida per Enric de Borgonya, el qual va rebre el comtat de Portugal (Porto i terres circumdants), amb el títol de «Comte de Portus Cali». Aquest comtat es convertiria en un regne independent anys després i començaria la seva expansió cap al sud fins a arribar a Faro. Al segle xiv es produeix l'aparició de la Verge de Guadalupe.

## Segles XV i XVI

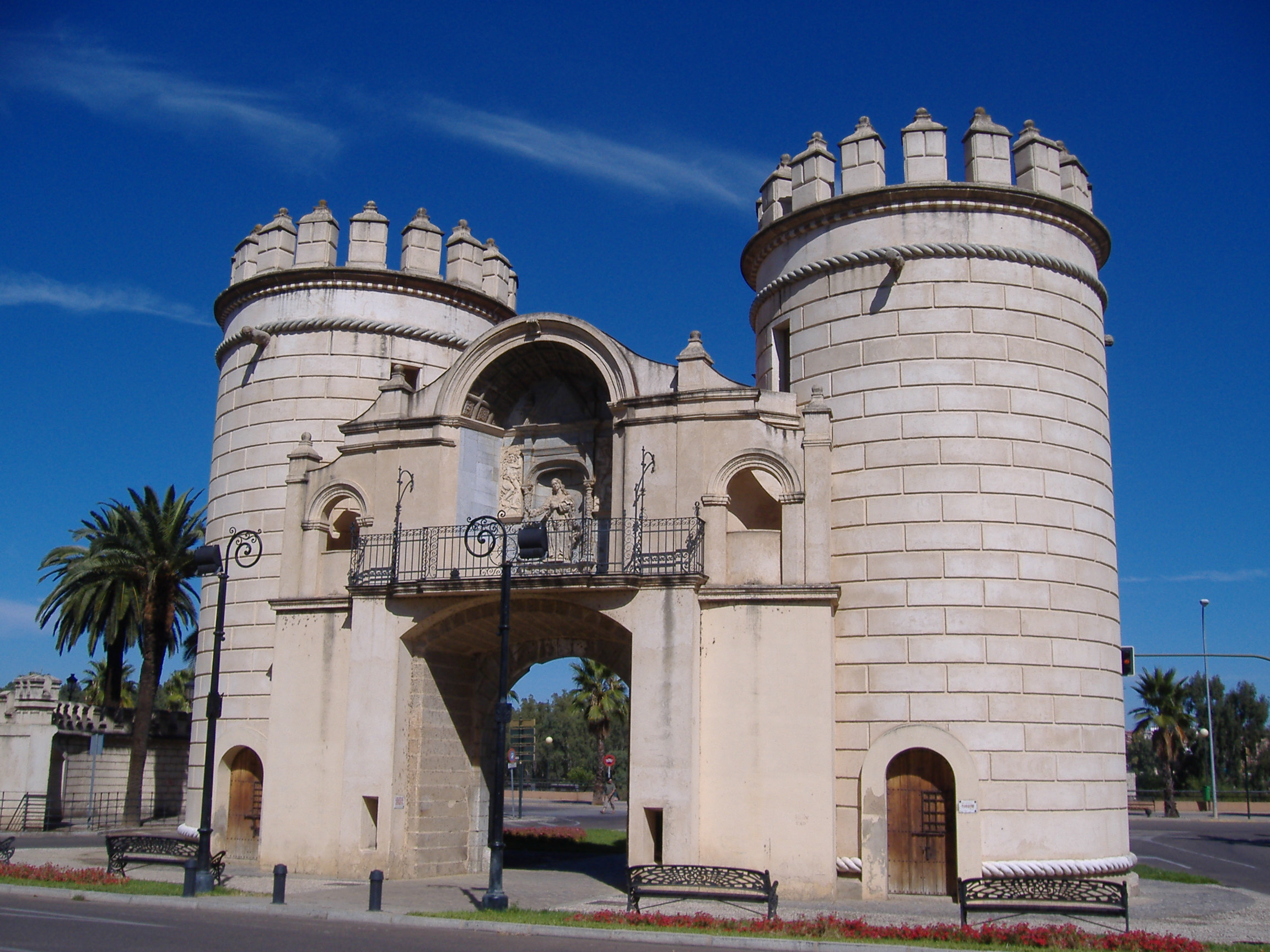
Puerta de Palmas, Badajoz.

Un tret característic de la regió va ser l'emigració massiva a Amèrica. Molts dels emigrants van ser homes a la recerca de la fortuna i fama que Espanya ja no podia oferir després de la caiguda del Regne nassarí de Granada el 1492, el mateix any que es va descobrir Amèrica. Entre els conqueridors que van arribar a Amèrica, destaquen diversos extremenys com Hernán Cortés, conqueridor de Mèxic; Alonso Valiente, secretari d'Hernán Cortés, que a més va contribuir en la conquesta de San Juan Bautista (Puerto Rico), Nova Galícia, Hondures i va contribuir a descobrir el Canal vell de Bahama; Francisco Pizarro, qui va annexionar els territoris Incaics al Regne d'Espanya, Ñuflo de Chaves explorador i conqueridor espanyol del Paraguai i la zona sud-oriental de l'actual Bolívia, recordat com a fundador de la ciutat a la qual li va donar el nom de la seva terra natal Santa Cruz de la Sierra a Bolívia, per satisfer la seva il·lusió i perennitzar en aquells allunyats territoris el nom de la seva terra natal, i Pedro de Valdivia, conqueridor de Xile que va batejar com Nova Extremadura, la capital de la qual seria Santiago de Nova Extremadura.
Un dels esdeveniments determinants de la història moderna d'Extremadura es produeix el 1580, amb la unió dels imperis d'Espanya i Portugal. Les dues superpotències de l'època s'uneixen sota una mateixa corona. Extremadura està a similar distància entre Madrid i Lisboa, les capitals dels dos imperis, per la qual cosa ciutats com Badajoz viuen una època d'esplendor, que quedarà dolorosament truncada amb l'anomenada Guerra de Restauració portuguesa, que va suposar la definitiva separació de tots dos Regnes i que va marcar la decadència d'Extremadura als segles posteriors.

## Segles XVII,xviiiixix

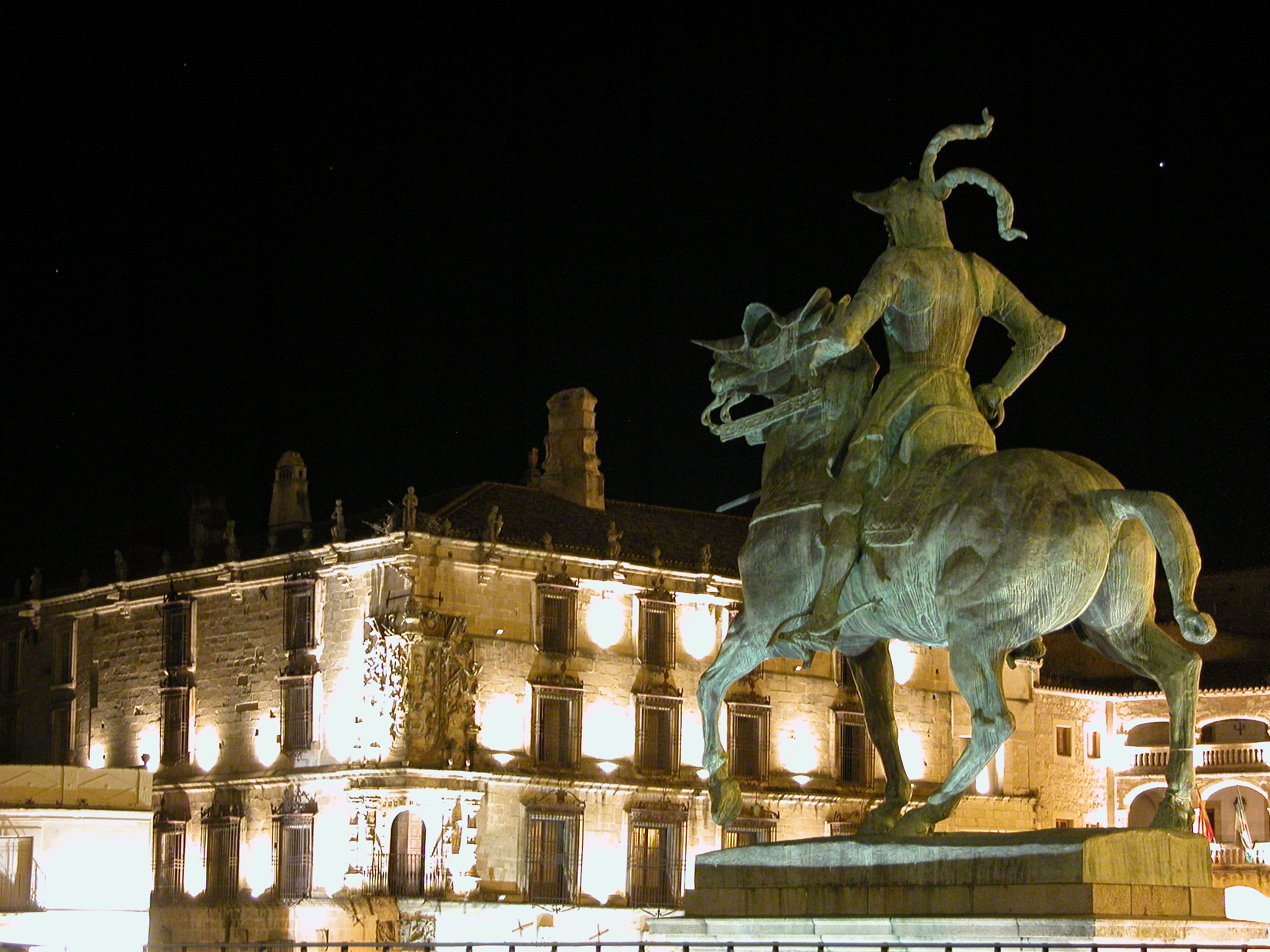
Plaça major de Trujillo. En primer terme, l'estàtua de Francisco Pizarro.

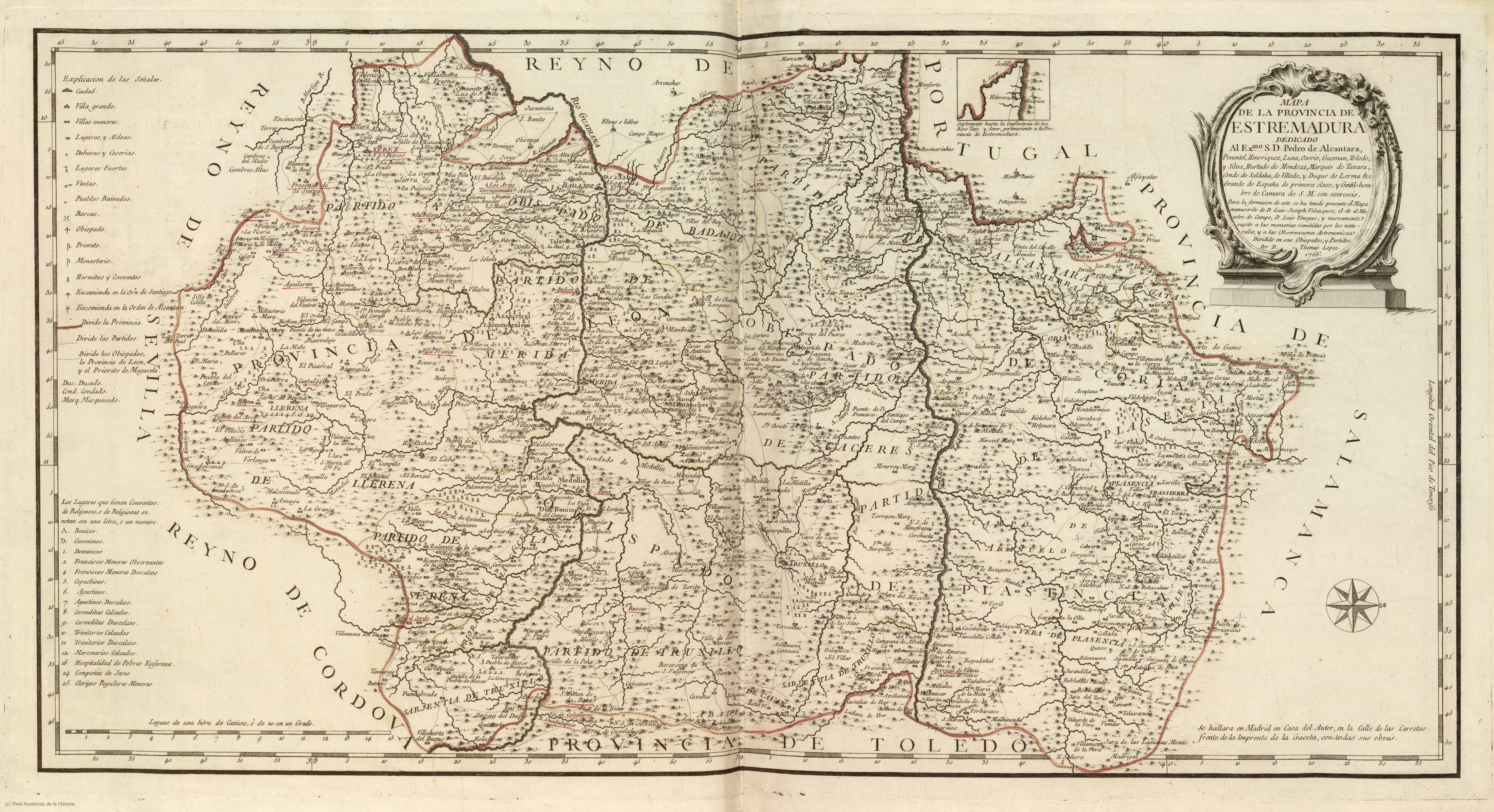
Mapa de la «província d'Estremadura» del 1766 (orientat amb el nord a la dreta).

La guerra de 1640 va ser l'inici d'una successió tràgica de guerres devastadores per a Extremadura que no va acabar fins a la finalització de les guerres napoleòniques, ja en el segle xix. La guerra menys referida en els llibres escolars espanyols, l'anomenada Guerra de Restauració portuguesa (Guerra da Restauração, en portuguès) mantinguda amb Portugal des del 1640 fins al 1668, va transformar a Extremadura d'una manera determinant i va marcar la seva destinació fins a temps molt recents. La prepotència amb què la noblesa espanyola va tractar a Portugal, el seu vast imperi, la seva singular cultura i la seva importància naval i comercial, com un territori més d'un imperi d'altra banda difícilment gobernable en molts aspectes, per la seva complexitat i extensió, durant el període en el qual Portugal va formar part de la Monarquia Hispànica (1580–1640), des del regnat de Felip II fins al de Felip IV.
Analitzada des de la perspectiva de les seves conseqüències, especialment per a Extremadura, va ser sens dubte un dels pitjors serveis fets a la història d'Espanya, per uns governants que els va faltar altures de mires per entendre el poder i la influència que podria haver aconseguit aquell imperi, si aquesta unió dinàstica hagués tingut més èxit que el que va tenir. La guerra amb Portugal va transformar les ciutats i els pobles extremenys d'una manera notable. Es va produir una gran despoblació i un gran abandonament de terres agràries. Les contínues batalles per la frontera i l'assentament gairebé durant trenta anys dels soldats en les poblacions extremenyes, va provocar una crisi que va créixer després del final de la guerra, en convertir-se aquest territori de nou en l'«Extremadura». Una altra vegada territori de frontera, amb un imperi molt poderós i amb una gran càrrega de recel després del llarg període d'hostilitats.

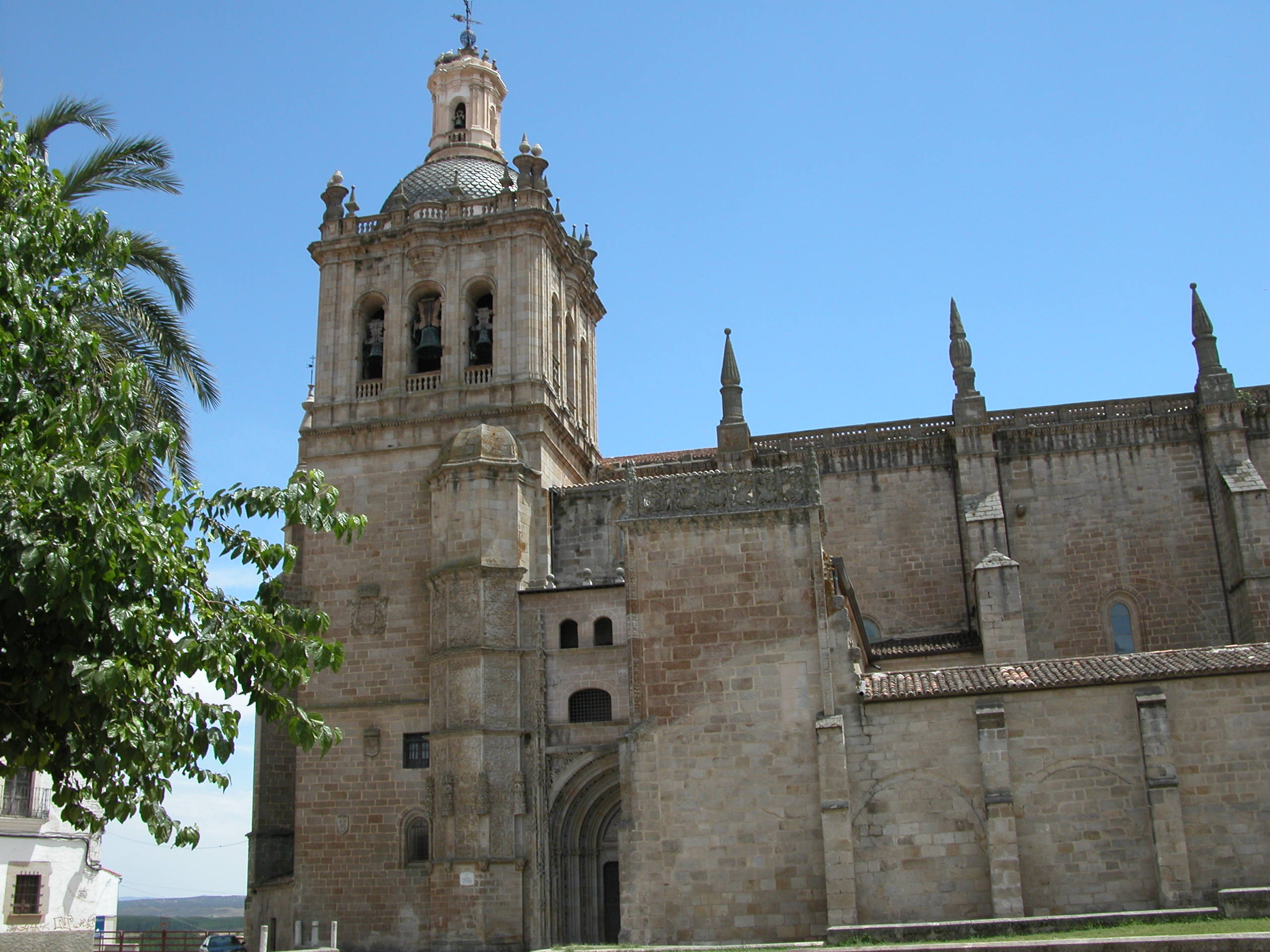
Façana de la Catedral de Còria.

El 1653 la ciutat de Plasència decideix recuperar el vot a les Corts que durant l'edat mitjana havia tingut i comprar-lo per valor de 80.000 ducats. Per a això va proposar una aliança a les ciutats de Badajoz, Mèrida i Trujillo i a les viles de Càceres i Alcántara per comprar conjuntament aquest vot i conformar d'aquesta manera la província d'Extremadura. És doncs en aquest moment quan sorgeix Extremadura com a entitat política, a la qual posteriorment s'unirien altres localitats i la província de Lleó de l'Orde de Sant Jaume.
No havien passat trenta-cinc anys del final de la guerra contra Portugal i Espanya es va veure embolicada en la Guerra de Successió Espanyola (1702-1713), que va acabar d'arruïnar Extremadura, amb la pràctica destrucció de Badajoz a mans austríaques i la destrucció dels pobles de la vall del Tajo i del Guadiana. A efectes transfronterers, és una nova guerra contra Portugal, que ve a obrir encara més la bretxa que separa tots dos països. Bona prova d'això és la destrucció per part dels espanyols de Puente Ajuda el 1709, les ruïnes del qual han estat durant segles l'expressió material del desacord ibèric.
Durant la Guerra de la Independència Espanyola (1808-1814), Extremadura registra un nou període de convulsions i penúries en estar situada en la cruïlla estratègica per la qual pugnen les tropes ocupants franceses i les espanyoles, ajudades per l'exèrcit anglès al comandament del Duc de Wellington. Durant aquest període, la guerra i les fams contribueixen encara més a la despoblació de la regió. A manera d'exemple, durant l'estiu de 1809 es produeix a la localitat de Hoyos el vil assassinat de Juan Álvarez de Castro, Bisbe de Còria a les mans de les tropes franceses manades pel Mariscal Soult.

## Segle XX i història recent

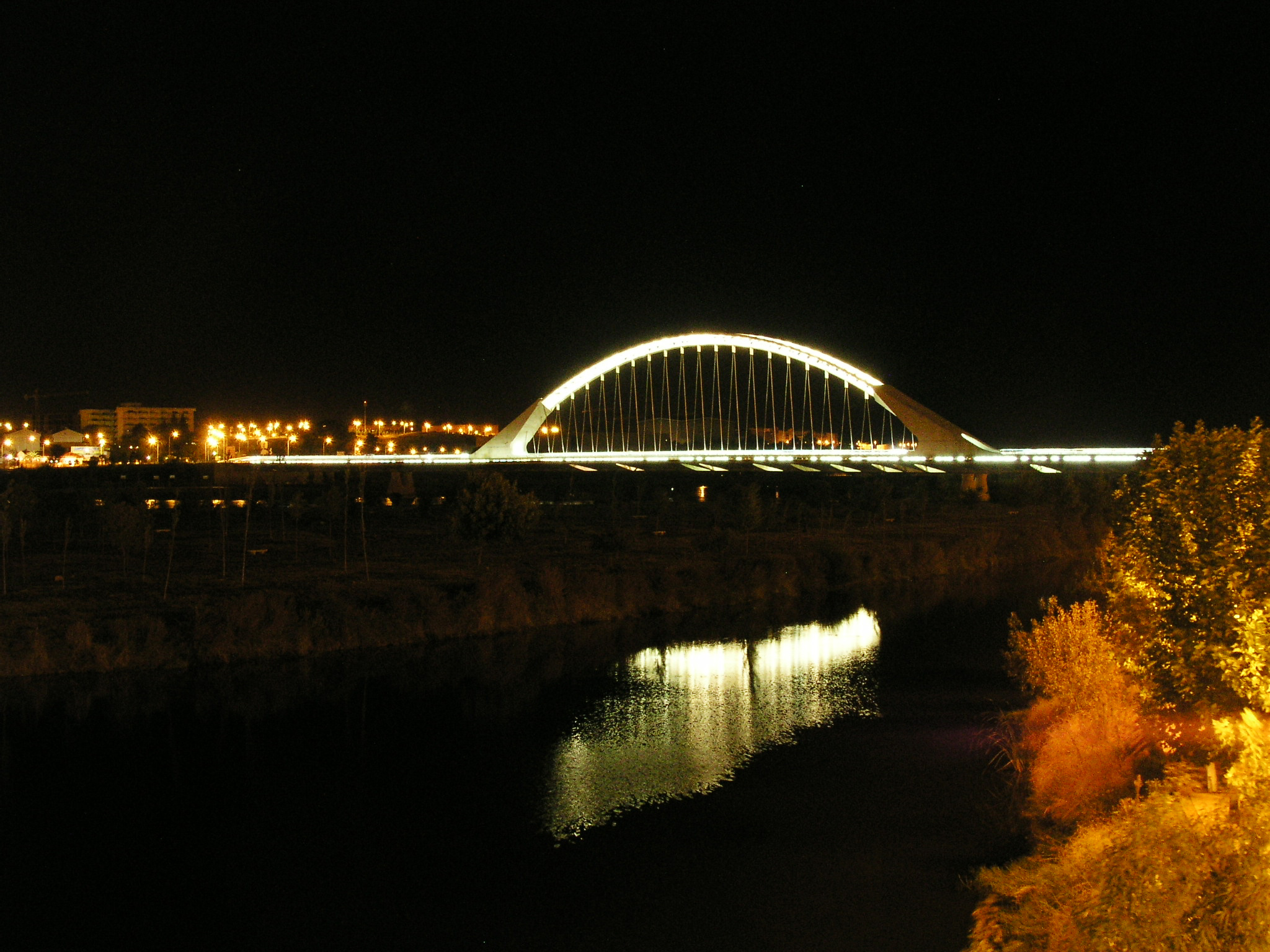
Pont Lusitània, dissenyat per Santiago Calatrava, a Mèrida.

La segona meitat del segle XX va estar marcada per la sagnia demogràfica de la regió. Es calcula que més de 800.000 persones van abandonar Extremadura per buscar una major prosperitat en altres regions espanyoles, com el País Basc, Madrid o Catalunya, i en altres països, com França, Alemanya o Països Baixos.
Des dels anys 1980 han ocorregut, entre d'altres, els següents fets a Extremadura:
- 26 de febrer de 1983 — es promulga la Llei Orgànica 1/83 de 25 de febrer de l'Estatut d'Autonomia. Extremadura es converteix en una comunitat autònoma.
- 8 de maig de 1983 — primeres Eleccions a l'Assemblea d'Extremadura amb victòria per majoria absoluta del PSOE que obté el 53,34% dels vots i 35 diputats.
- 8 de juny de 1983 — és nomenat president de la Junta d'Extremadura a Juan Carlos Rodríguez Ibarra, sent el primer president de l'Executiu Autonòmic.
- 8 de setembre de 1985 — Dia d'Extremadura a Guadalupe. Primera celebració després de la seva designació institucional.
- 23 de novembre de 1985 — Càceres és nomenada Ciutat Patrimoni de la Humanitat per la Unesco i Tercer Conjunt Monumental d'Europa pel Consell d'Europa.
- 26 de maig de 1991 — Eleccions a l'Assemblea d'Extremadura: victòria del PSOE amb 39 escons.
- 31 de desembre de 1994 — es declara, mitjançant la Llei 40/1994, de 30 de desembre, la paralització definitiva del projecte de construcció de la Central Nuclear de Valdecaballeros. La reclamació ciutadana d'aquesta paralització és considerada com un dels primers símbols de la identitat regional.
- 28 de maig de 1995 — Eleccions a l'Assemblea d'Extremadura, el PSOE amb 31 escons, obté una majoria minoritària, que li permet governar en solitari durant tota la legislatura.
- 25 de febrer de 1998 — Debat de Política General en l'Assemblea d'Extremadura, en el qual el President de la Junta Juan Carlos Rodríguez Ibarra llança el seu projecte de potenciar el model de desenvolupament i llançar-se a la conquesta de la societat de la informació, anunciant la incorporació de l'ordinador a l'aula com a mesura estratègica general.
- 21 de juny de 1999 — En constituir-se el Consell de Govern, es crea la Conselleria d'Educació, Ciència i Tecnologia, primera amb aquesta denominació a Espanya, que assumeix les competències, de nova creació, relatives a la Societat de la Informació.
- 17 d'abril de 2002 — LinEx, la distribució de programari lliure realitzada per la Conselleria d'Educació, Ciència i Tecnologia de la Junta d'Extremadura, és presentada públicament a Mèrida. Aquest esdeveniment obté gran repercussió mundial en fer-se ressò de la notícia la prestigiosa revista Wired amb l'article «Extremaydura Measures: Linux».«Extremaydura Measures: Linux».
- 3 de novembre de 2002 — Extremadura ocupa portada dominical en el prestigiós diari nord-americà The Washington Post amb un ampli reportatge sobre la implantació del programari lliure a la regió, titulat «Europe's Microsoft Alternative».[6]
- 11 d'abril de 2003 — els presidents d'Extremadura i Andalusia, Juan Carlos Rodríguez Ibarra i Manuel Chaves, signen a Mèrida un protocol general sobre la col·laboració en matèria d'ús i difusió de programari lliure. L'acord estableix una col·laboració, perquè la comunitat andalusa apliqui al seu territori un model similar al que ja s'empra a Extremadura amb LinEx.
- 25 de maig de 2003 — Eleccions a l'Assemblea d'Extremadura, el PSOE amplia la seva majoria absoluta obtenint 36 escons.
- 22 d'abril de 2004 — Extremadura rep el Premi Europeu a la Innovació Regional en la seva modalitat de Societat de la Informació, concedit per la Comissió Europea, pel projecte GNU/LinEx.
- 24 de juny de 2004 — L'Assemblea d'Extremadura aprova per unanimitat una Proposició no de llei manifestant-se Contrària a les Patents de Programari.
- 31 de juliol de 2004 — El President del Govern José Luis Rodríguez Zapatero dona a conèixer a Mèrida el Pla Especial de Dinamització Econòmica i Ocupació per a Extremadura.
- 1 de desembre de 2005 — Després d'una mica menys d'un any de treballs preparatoris, s'inicien les emissions de la televisió i la ràdio públiques autonòmiques d'Extremadura, Canal Extremadura TV i Canal Extremadura Radio. Uns mitjans de comunicació de titularitat pública que aposten per un model d'explotació diferent i que són els de menor pressupost, amb enorme diferència, del panorama d'ens públics espanyols.
- 25 de juliol de 2006 — El Consell de Govern de la Junta d'Extremadura adopta l'ús de formats estàndard (OASIS Open Document Format, sobre la norma ISO/IEC DIS 26300) i PDF/A (Protable Document Format ISO 19005-1:2005), fixant el termini d'un any perquè tots els PC de l'Administració Regional, hagin estat migrats a gnuLinEx.
- 29 d'agost de 2006 — el model d'Extremadura és exposat en el seminari-simposi «Qüestionis normatives de les TIC per al Desenvolupament», organitzat pel United Nations Institute for Training and Research (UNITAR) i la Conferència de les Nacions Unides sobre Comerç i Desenvolupament (UNCTAD) a la seu central de l'ONU a Nova York.
- 19 de setembre de 2006 — Després de 23 anys sent president de la Junta d'Extremadura, Juan Carlos Rodríguez Ibarra anuncia la decisió de no tornar a presentar-se a les eleccions a la Junta com a candidat.
- 7 de febrer de 2007 — Richard Stallman rep de mans del President Juan Carlos Rodríguez Ibarra el Premi Internacional Extremadura de Coneixement Lliure, en l'acte inaugural de la Conferència Internacional de Programari Lliure 3.0 que va tenir lloc en el Palau de Congressos «Manuel Rojas» de Badajoz i on van acudir gairebé tres mil participants de diferents llocs del món.